# Geertruida Amelia van Essen
Geertruida Amelia (Truus) van Essen (Zwolle, 12 maart 1917 – Parijs, 19 mei 2003) was een Nederlands verpleegster en verzetsstrijder in de Tweede Wereldoorlog.

## Jeugd
Zij is de vierde dochter van Wouterus Hendrikus van Essen (1881-1956) en Geertruida Amelia Heinemann (1883-1957).
Haar vier zusters zijn Jeannette Amelia (1912-2010), Johanna Susanna (1914-2012), Maria (1915-1996) en Amelia Johanna (1921-2001). De ouders hebben een delicatessenzaak in Zwolle, later in Apeldoorn en Hilversum.
Geertruida wordt verpleegster in het Wilhelminagasthuis ziekenhuis in Amsterdam.

## In het verzet
Terwijl zij in Amsterdam woont, wordt zij lid van een groep die zich tegen de Duitse bezetter verzet. Deze groep wordt geleid door zes kunstenaars die zich verzetten tegen het feit dat Nederlandse kunstenaars lid moeten worden van de door de bezetter ingevoerde Kulturkammer.
De groep organiseert de aanslag op het bevolkingsregister van Amsterdam, die na twee mislukte pogingen op 27 maart 1943 gepleegd wordt.
Nadat de groep verraden wordt, worden de twaalf mannelijke hoofdpersonen op 1 juli 1943 in de duinen bij Overveen gefusilleerd, waar zij ook begraven zijn. Tijdens het proces van de vrouwelijke leden van de groep wordt Geertruida tot deportatie naar Duitsland veroordeeld. Zij blijft twee jaar in gevangenschap in Vechta (Duitsland), tot de bevrijding door de Amerikanen.
In 1984 wordt haar door koningin Juliana een decoratie verleend.

## Na de oorlog
Na de oorlog werkt zij als verpleegster in Denemarken en vestigt zich vanaf 1948 in Parijs. Daar ontmoet zij haar echtgenoot, Max Otto Geiger (1905-1984), een Zwitserse pianist, pianoleraar en directeur van de privé muziekschool Conservatoire international de musique de Paris.
Zij hebben samen twee kinderen.
Van 1952 tot 1998 woont zij in Saint-Cloud, bij Parijs, van 1998 tot 2003 in Voorschoten (Nederland).
Zij overlijdt in Parijs op 19 mei 2003 en is begraven op de gemeentelijke begraafplaats van Saint-Cloud.